# K6 (platform)
De K6 is een gasbehandelingsplatform dat is gelegen in de Noordzee. Het platform is in 1992 in gebruik gesteld. K6 is bemand en in handen van Total E&P Nederland. Vanuit dit platform wordt ook het onbemande productieplatform K5F bestuurd. De K6 krijgt het gas gevoed vanuit het satellietplatform K6N en voed het gas naar land via de NGT-terminal.